# Славково (Бокситогорський район)
Славково (рос. Славково) — присілок Бокситогорського району Ленінградської області Росії. Входить до складу Борського сільського поселення.
Населення — 17 осіб (2012 рік). 